# Asfivirus
Ordre
Famille
Genre
Espèces de rang inférieur
- African swine fever virus

Asfivirus est un genre monotypique de virus de la famille des Asfarviridae et de l'ordre des Asfuvirales. Ce sont des virus du groupe I de la classification de Baltimore, à savoir les virus à ADN double brin.
L'espèce type est le virus de la peste porcine africaine.

## Pathogénicité chez les porcs
Les tiques, chez lesquelles le virus se multiplie, sont le vecteur et le réservoir naturel du virus.
Les virus du genre Asfivirus provoquent une maladie infectieuse hautement contagieuse chez les porcs (Suidae) en Eurasie, en Afrique et en Amérique, la peste porcine africaine. Les souches hautement virulentes peuvent causer jusqu'à 100 % de mortalité chez les porcelets.